# Distretto di Daedeok
Daedeok (Hangŭl: 대덕구; Hanja: 大德區) è un distretto di Daejeon. Ha una superficie di 68,44 km² e una popolazione di 214.082 abitanti al 2008.